# Arzneipflaster
Ein Arzneipflaster (auch Heilpflaster oder Kataplasma; lateinisch Emplastrum', von altgriechisch ἔμπλαστρον émplastron „das Eingeknetete“, „das Eingeschmierte“, Pflaster im Sinne von „äußerliche Anwendung eines Wirkstoffes“, auch im Sinne von Pflaster, Schmiersalbe oder Liniment) bezeichnet heute unter anderem eine flexible, klebende pharmazeutische Zubereitung zum Auflegen auf die Haut, das einen oder mehrere Arzneistoffe enthält. Moderne Arzneipflaster bestehen aus einer wirkstoffhaltigen Klebstoffbasis, die sich als einheitliche Schicht auf einem geeigneten Träger aus natürlichem oder synthetischem Material ausbreitet. Die Klebeschicht wird von einer Schutzfolie abgedeckt, die vor dem Aufbringen des Pflasters auf die Haut entfernt wird.
Bereits im Mittelalter wurden arzneiliche Wirkstoffe auch als Salbe oder Paste verarbeitet auf das Trägermaterial aufgebracht. Ursprünglich wurde dabei als Pflaster (etwa im Buch von guten Pflastern und Salben) sowohl das mit dem Arzneimittel bestrichene (Verband-)Material als auch die auf das Verbandsmaterial aufzubringende Arzneimittelmasse (oft ein dickflüssiger Heilmittelbrei) bezeichnet. Die ursprüngliche Absicht einer systemischen Wirkung der traditionellen Pflastertherapie tritt mit der Anwendung der in den 1970er Jahren eingeführten transdermalen Pflaster (TTS-transdermale therapeutische System) wieder zu Tage.

## Abgrenzung
Arzneipflaster dienen üblicherweise einer örtlichen Behandlung und sind abzugrenzen von den Wundauflagen, den ebenfalls umgangssprachlich als Pflaster bezeichneten schützenden und (selbst)klebenden wirkstofflosen Heftpflastern sowie den Wundschnellverbänden und Sprühpflastern. 
Sie sind ferner abzugrenzen von den sogenannten transdermalen Pflastern, die den Wirkstoff aus einem im Pflaster enthaltenen Depot kontinuierlich und kontrolliert freisetzen, und der über die Haut in den Blutkreislauf zum Wirkort gelangt (systemische Wirkung).

## Geschichte
Die ersten Pflaster wurden bereits zwischen 2000 und 1200 v. Chr. angewandt. Es handelt sich dabei um eine der ältesten Arzneidarreichungsformen überhaupt. Das Alte Ägypten kannte, belegt im Papyrus Ebers, die Wundbehandlung mittels eines mit Menschenkot, Hefe, Öl und Honig bestrichenen Pflasters. Spezielle Pflasterzubereitungen, benannt nach der Indikation (zum Beispiel Emplastrum ad bubones pestilentiale: ein graues „Pflaster gegen die Pestbeulen“), oft auch nach der zugrundeliegenden Salbensubstanz, waren vor allem im Mittelalter verbreitet, zum Beispiel das ursprünglich aus zwölf Bestandteilen zusammengesetzte Apostolicum (Zwölfbotensalbe oder Apostelsalbe, Unguentum apostolorum oder Unguentum Apostolicum, bzw. „Zwölfbotenpflaster“, Emplastrum Apostolicum, etwa im Stockholmer Arzneibuch und im Antidotarium Nicolai) oder das ab dem Ende des 14. Jahrhunderts weit verbreitete „Judenpflaster“ (genannt auch „Pflaster von Jerusalem“). Auch im 19. Jahrhundert hatten Arzneipflaster in Europa eine große Bedeutung. Die Herstellung war im Allgemeinen den Apotheken vorbehalten.
Unter anderem handelte es sich bei der Pflastermasse um Bleisalze von Fettsäuren, die der Apotheker durch Verseifung von Fetten (Triglyceriden) in Gegenwart von Blei(II)-oxid („Bleiglätte“) herstellte, und der nach Bedarf verschiedene Wirkstoffe, gegebenenfalls auch Fette, Öle, Wachs oder Harze, zugemischt wurden. Neben dem einfachen Emplastrum adhaesivum (Heftpflaster) sind weitere Beispiele für historische Pflasterzubereitungen etwa:
- E. cantharidum = Kantharidenpflaster
- E. cantharidum perpetuum = Zugpflaster
- E. capsici = Capsicum- (Chilli-) Pflaster (Wärmepflaster)
- E. cerussae = Bleiweißpflaster
- E. fuscum camphoratum, E. minii adustum, E. universale = Mutterpflaster, Universal-Defensivpflaster
- E. hydrargyri = Quecksilberpflaster
- E. lithargyri = Bleipflaster
- E. saponatum extensum = Seifenpflaster
- E. saponatum salicylatum extensum = Salizylseifenpflaster

Die eigentlichen Heilpflaster sind heute weitgehend in den Hintergrund getreten. Überbleibsel sind z. B. Schmerz- oder Warzenpflaster, allerdings hat der einfache Wundschnellverband die Zeit überdauert und ist auch aus unserer heutigen modernen Medizin nicht mehr wegzudenken.

## Verwendung
Lokal wirksame Pflaster sind im Arzneibuch unterteilt in  „Wirkstoffhaltige Pflaster“ und „Kutane Pflaster“. Sie halten die in die Klebeschicht eingearbeiteten Wirkstoffe im engen Kontakt mit der Haut, so dass diese in tiefere Gewebeschichten dringen oder eine schützende oder keratolytische Wirkung entfalten können. Typische Anwendungsgebiete sind beispielsweise lokale Durchblutungsförderung (durchblutungsfördernde Wirkstoffe, „Wärmepflaster“), Hornhautablösung (Salicylsäure), lokale Schmerz- und Juckreizlinderung (antiphlogistische oder lokalanästhetische Wirkstoffe).

## Bestandteile der modernen Pflaster
Moderne Pflaster enthalten als Pflastermasse Kautschuk oder Acrylsäureester-Mischpolymerisate, die auf einen Träger aus  Gewebe oder Folie aufgebracht wird.